# Ferry Doedens

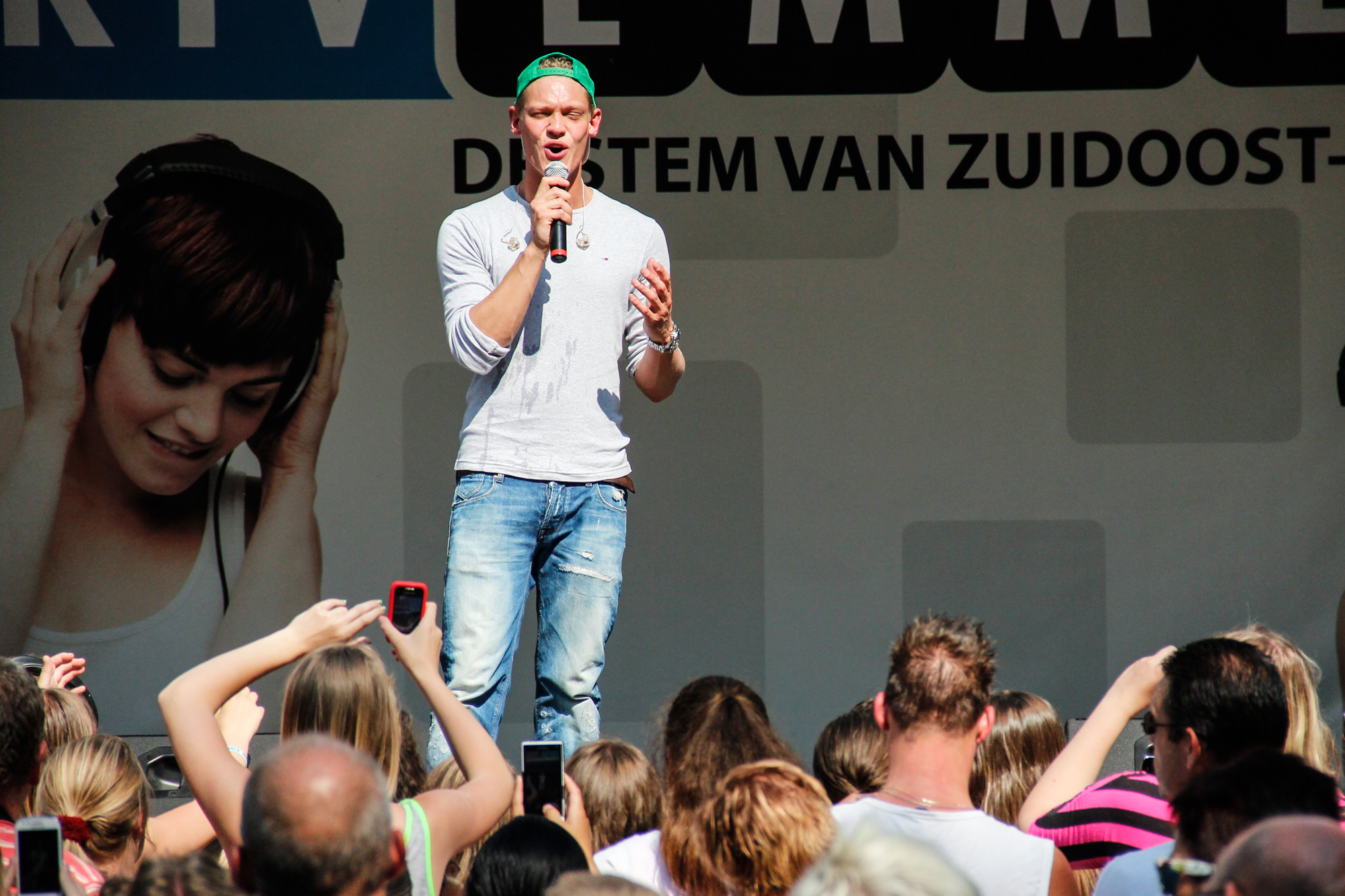
Doedens tijdens een optreden in 2013

Ferry Doedens (Drachten, 17 juni 1990) is een Nederlands acteur, zanger, erotisch model en presentator. Hij kreeg bij het grote publiek vooral naamsbekendheid door zijn rol als Lucas Sanders in de soaps Goede tijden, slechte tijden en Nieuwe Tijden. Hij nam als zanger deel aan Idols IV.

## Biografie
Hij heeft een oudere broer en een oudere zus. Zijn vader was eigenaar van een speelgoedwinkel in Drachten. Doedens bracht zijn jeugd door in Drachten en volgde het vmbo. Op vijftienjarige leeftijd speelde hij een figurantenrol in de musical Pietje Bell en speelde hij hoofdrollen in diverse lokale musicalproducties van theater  De Lawei. Na de middelbare school ging Doedens de mbo-opleiding Kunst, Theater en Media volgen aan de Noorderpoort in Groningen.
Doedens werd bekend door zijn prestaties als levend standbeeld. Zo deed hij dit op de Peije Dei in Drachten en won hij in 2006 de Nederlandse kampioenschappen in Arnhem. In diezelfde periode begon Doedens zich ook te ontwikkelen als zanger. In 2007 wist hij bij de laatste 18 kandidaten van Idols 4 te komen. Doedens verwierf hiermee wat bekendheid en werd niet veel later door Marco Verhagen benaderd voor de nieuwe boyband IDSF. Samen met Ivar Oosterloo, Davy Oonincx en Sonny Sinay nam hij de clip Sinner op. De clip werd uitgezonden op TMF maar werd geen succes. In het voorjaar van 2009 werd Doedens gecast voor de rol van het homoseksuele personage Lucas Sanders in de dagelijkse soapserie Goede tijden, slechte tijden. Tijdens zijn kennismakingsinterview zei Doedens dat hij zelf geen homoseksueel is. In 2013 geeft Doedens echter zelf te kennen dat hij homoseksueel is, maar ook een meisjesidool. Met zijn rol in de dagelijkse soap levert Doedens een bijdrage aan de homo-emancipatie. De relatie tussen zijn personage Lucas en dat van Edwin, gespeeld door Raynor Arkenbout, was onder de afkorting Ludwin ook populair bij buitenlandse fans. De bedscène tussen beide personages resulteerde in vele tweets op socialmediasite Twitter. Hiervoor ontving hij in 2011 de mede door homowebsite Gay.nl ingestelde Gay Media Award.
Door zijn werk voor Goede tijden, slechte tijden werd Doedens gevraagd voor andere programma's. In 2011 presenteerde hij eenmalig het jeugdprogramma Kids Top 20 en speelde hij een gastrol in twee afleveringen van de miniserie Gooische Frieten. Ook was hij samen met collega's Ferri Somogyi, Mark van Eeuwen en Ruud Feltkamp een team in de remake van het televisieprogramma Fort Boyard. Het team behaalde de overwinning en Doedens werd uitgeroepen tot de fanatiekste speler.
Vanwege zijn achtergrond met muziek werd Doedens gevraagd als de alternate van Jim Bakkum in de musical Wicked, met enige regelmaat was hij in de musical te zien. Tijdens de speciale Wicked-aflevering van GTST op 29 juni 2012 was Doedens samen met zijn collega's Chantal Janzen en Jim Bakkum in de serie te zien. In de zomer van 2012 had Doedens opnames voor de jeugdserie De Vier van Westwijk van de AVRO. In het najaar van 2012 was hij hierin samen met onder andere Tygo Gernandt te zien. Doedens kreeg in 2014 een gastrol in de Amerikaanse soap The Bold and the Beautiful.
In 2014 was Doedens een van de deelnemers aan het vijftiende seizoen van het RTL 5-programma Expeditie Robinson, hij eindigde als verliezend finalist. In het voorjaar van 2022 is Doedens na acht jaar te zien in het speciale seizoen Expeditie Robinson: All Stars waarin oud (halve)finalisten de strijd met elkaar gaan om de ultieme Robinson te worden. Hier eindigde hij wederom als verliezend finalist.
Endemol ontsloeg Doedens in juli 2015 uit Goede tijden, slechte tijden. Als reden hiervoor werd opgegeven dat hij meerdere keren productionele afspraken niet nakwam en daardoor opnames van de serie in het gedrang kwamen. Daarna werd bekend dat kort voor zijn ontslag bij de soapserie Doedens' management hem aan de kant had gezet. Op 20 juli gaf Doedens toe aan RTL Boulevard een drugsprobleem te hebben.
Tijdens de zomerstop van GTST in 2016, daarna via Videoland, was er een spin-off van de serie op de televisie te zien, Nieuwe Tijden genaamd. Hierin hervatte Doedens de rol van Lucas Sanders. In het najaar van 2016 keerde hij vervolgens een jaar na zijn ontslag in die rol terug in GTST. Doedens werd in juni 2020 voor de tweede maal ontslagen bij GTST. Een aantal weken ervoor werd Doedens al op non-actief gesteld vanwege het niet opvolgen van de maatregelen rondom de coronacrisis in Nederland.
In 2019 was Doedens als presentator te zien van Temptation Gossip.
Eind 2020 werd bekend dat Doedens onder het pseudoniem Ferdinand Diego softporno aan is gaan bieden tegen betaling via het OnlyFans platform.
Doedens nam deel aan het in 2022 uitgezonden realityprogramma Special Forces VIPS, waarbij hij probeerde een door commando's opgezet trainingsprogramma te doorlopen.

## Filmografie

### Televisie
Hoofdrollen:
- Goede tijden, slechte tijden - Lucas Sanders (2009–2015, 2016–2021) (1051 afl.)
- De Vier van Westwijk - Bo Monti (2012–2013)
- Nieuwe Tijden - Lucas Sanders (2016–2017, 2018) (62 afl.)

Gastrollen:
- Gooische Frieten (2011)
- The Passion - Gevangene (2014)
- The Bold and the Beautiful - Lars (2014)
- Familie Kruys - Zichzelf (2016)
- De TV Kantine - Dan Karaty (2016)
- Dream school -zichzelf ( 2018)
- Cast - Zichzelf (2023)

Presentatie:
- The best of Idols Worldwide (2013)
- X Factor (Backstage) (2013)
- Temptation Gossip (2019)
- Roadtrip Curaçao (2021)
- Nederland Ontdekt (2022-heden)
- Lifestyle Nederland (2024)

Als deelnemer:
- Idols IV (2007-2008)
- Kids Top 20 (2011)
- Fort Boyard (2011)
- Ik hou van Holland (2010)
- Your Face Sounds Familiar (2013)
- Killer Karaoke (2013)
- Ranking the Stars (2013, 2015, 2021, 2025)
- Wie ben ik? (2013, 2018)
- Typisch Carlo & Irene (2014)
- Alles mag op vrijdag (2014, 2015)
- Expeditie Robinson (2014)
- Wie doet de afwas? (2015)
- Maestro (2016)
- De Vreemde Eend (2016)
- Dance Dance Dance (2016)
- Celebrity Stand-Up (2016)
- Chantal blijft slapen (2016)
- Quickest Quiz (2017)
- De gevaarlijkste wegen van de wereld (2017)
- Een goed stel hersens (2017)
- The Big Music Quiz (2017)
- Het zijn net mensen (2018)
- De Gordon tegen Dino Show (2019)
- Helden Door De Modder (2019)
- Secret Duets (2022)
- Expeditie Robinson: All Stars (2022)
- De Alleskunner VIPS (2022)
- Make Up Your Mind (2022)
- Special Forces VIPS (2022)
- Hotel Hollandia (2023)
- Serious Christmas (2023)
- Weet Ik Veel (2024)
- Het Jachtseizoen (2024)

### Musical
- Wicked (2011-2013) - Alternate Fiyero
- Grease (2015-2016) - Alternate Danny Zuko
- The Bodyguard (2016-2017) - Sy Spector
- Expeditie Eiland (2018-2019) - Fred Kuipers
- Stil in Mij (2018-2019)
- The Rocky Horror Show (2022) - Rocky

### Film
- SneekWeek (2016) - Tim

Nasychronisatie:
- Dr. Seuss' The Lorax - Ted (2012)
- Hotel Transylvania - Jonathan (2012)
- Monsters University - Overige stemmen (2013)
- Hotel Transylvania 2 - Jonathan (2015)
- Ted & Het Geheim van Koning Midas - Collega van Ted (2017)
- Hotel Transylvania 3: Summer Vacation - Jonathan (2018)

## Discografie

### Singles
| Single met eventuele hitnotering(en) in de Nederlandse Top 40 | Datum van verschijnen | Datum van binnenkomst | Hoogste positie | Aantal weken | Opmerkingen                                                         |
| ------------------------------------------------------------- | --------------------- | --------------------- | --------------- | ------------ | ------------------------------------------------------------------- |
| Bij Mij                                                       | 27-05-2011            | -                     |                 |              | Nr. 65 in de Single Top 100                                         |
| Jij                                                           | 08-07-2011            | 23-07-2011            | tip21           | -            | als Lucas / met Rikki, Sjoerd & Edwin / Nr. 19 in de Single Top 100 |
| Jij (Uptempo remix)                                           | 27-08-2011            | -                     |                 |              | als Ferry / met Guido / Nr. 33 in de Single Top 100                 |
| Hoger en Verder                                               | 15-02-2013            | -                     |                 |              | Nr. 88 in de Single Top 100                                         |

## Trivia
- Op 1 januari 2012 werd Doedens uitgeroepen tot twitteraar van het jaar 2011 in de categorie televisiepersoonlijkheid. Hij sleepte bijna de helft van alle stemmen in zijn categorie binnen. In de verkiezing konden internetgebruikers stemmen op hun favoriete twitteraar in verschillende categorieën.[15]
- Doedens is enige tijd verslaafd geweest aan cocaïne. Om deze reden werd hij in 2015 ontslagen van Goede tijden, slechte tijden, om hierna in een afkickkliniek in Thailand zijn verslaving te verhelpen.[16]